# Robert Guérin
Robert Guérin (28 de junho de 1876 — 19 de março de 1952) foi um jornalista e dirigente esportivo, sendo o primeiro presidente da Fédération Internationale de Football Association (FIFA).
Guérin era jornalista e trabalhou no jornal Le Matin, ocupou a função de secretário do comitê do futebol de USFSA (União das Sociedades francesas de Esportes Atléticos) e chegou a ser também, treinador da Seleção Francesa de futebol. Faleceu no ano de 1952.
Dirigentes de sete países como a Bélgica, Dinamarca, Espanha, França, Holanda, Suécia e Suíça, se reuniram em Paris, na França, e fundaram a Fédération Internationale of Football Association (Federação Internacional de Futebol Associado), entidade que é conhecida até hoje pela sigla FIFA.
A FIFA foi criada justamente pelo desejo de quatro amigos que ambicionavam um torneio aberto de futebol entre os países. Estes quatro amigos eram: o jornalista Robert Guérin, o banqueiro holandês C. A. W. Hirschman, o industrial gráfico francês Henry Delaunay e o editor francês Jules Rimet.
Guérin foi uma grande figura dinâmica por trás da fundação da FIFA, em 21 de maio de 1904. Foi responsável por reunir os sete representantes dos primeiros países-membros, para a assinatura de fundação, ato e acordo dos primeiros estatutos.
E com a criação da entidade máxima do futebol mundial, foi necessária a escolha de um presidente.
Então, no dia seguinte, aos 28 anos de idade, Guérin assumiu a presidência no dia 22 de maio de 1904, permanecendo no cargo por pouco mais de dois anos, período em que mais oito associações se agregaram a FIFA, incluindo o futebol inglês.
Deixou o posto de presidente no dia 5 de junho de 1906.